# Marcel Walther
Marcel Walther († 1995 in Bern) war ein Schweizer Gynäkologe und mutmasslicher Mörder.
Walther galt als kompetenter Arzt, aber auch als Lebemann und Angeber mit guten Beziehungen zur Politik und Justiz in Bern. 1995 wurde er verhaftet wegen des Verdachts, seine Schwägerin ermordet und zerstückelt sowie die Leichenteile im Wald verteilt zu haben. Er legte ein Geständnis ab und nahm sich in der Untersuchungshaft das Leben. Die Hintergründe der Tat blieben ungeklärt.
Der Kriminalfall bewegte die Berner und Schweizer Öffentlichkeit monatelang, auch weil die Medien Walther mit weiteren ungeklärten Todesfällen in seinem Umfeld in Verbindung brachten. Dazu zählten der Tod seiner ersten Ehefrau beim Brand eines Ferienhauses und das spurlose Verschwinden eines Konkurrenten für eine Oberarztstelle. Spekulationen rankten sich auch um Walthers Verbindungen zur Berner Elite, etwa zum Richter und späteren Stadtpräsidenten Alexander Tschäppät. Darauf spielte 1996 die Band Stiller Has in ihrem Song «Aare» an: «D Gynäkologe jogge mit ihrne Dogge / Der Aare naa / De träffe si d Hünd vom Grichtspresidänte».
2025 verarbeitete der Berner Schriftsteller Peter Beutler den Fall in fiktionalisierter Form im Kriminalroman «Monbijou». In dem Roman wird der Gynäkologe «Markus Walker» als geschickt vorgehender Massenmörder beschrieben, der Gerichtspräsident «Felix Tschabold» als sein durchtriebener Freund und Berater.